# 番學堂
番學堂是清治台灣時期劉銘傳在臺北府所設的台灣原住民教育場所，設立於1890年，位於臺北城內（現今台灣台北市中正區）。此建築在之後改由釐金局、鹽務總局使用，在日治時期則陸續改作臺灣總督官邸，臺灣守備混成旅團司令部、乃木館，並在1941年被指定為臺灣史蹟名勝天然紀念物的史蹟；之後在二戰後拆除，改建為婦聯總會辦公室。目前殘存「番學堂遺構」，是臺北市市定古蹟。
臺灣原住民酋長孩童在番學堂學習漢字、算術、禮儀、台語和官話，羅步韓、吳化龍、簡受禧三人擔任學堂教習。為了和漢人多接觸，每三天師生要出游一次。

## 介紹
番學堂最初於1886年建於阿里山蕃界的楠仔腳蔓社，後於1888年建於宜蘭縣頂破布烏庄，但都不太成功。之後，番學堂與西學堂在光緒16年（1890年）3月遷移至臺北城內。然而， 這些設施於1891年劉銘傳去職後陸續廢止，番學堂改由釐金局、鹽務總局使用，而原住民教育則改至臺北府城大天后宮進行。台灣日治時期，番學堂所在的建築在1895年8月改作臺灣總督官邸，在1901年後改由臺灣守備混成旅團司令部、臺灣第一守備隊司令部等單位使用，並在1921年遷出，之後改作乃木館，並在1941年被指定為臺灣史蹟名勝天然紀念物的史蹟。
2016年7月，台北地方法院寶慶院區在準備新造大樓時，挖掘發現了番學堂的遺構，包括其主體建築基礎、外牆斷垣和內牆石塊等遺跡；並在2017年6月被指定為臺北市市定古蹟「番學堂遺構」。
2023年遠東百貨寶慶店因危老重建，試挖時發現疑似遺構建材，經台北市文資會審查後以分階段施工進行。